# 17 tháng 11
Ngày 17 tháng 11 là ngày thứ 321 (322 trong năm nhuận) trong lịch Gregory. Còn 44 ngày trong năm.

## Sự kiện
- 794 – Thiên hoàng Kanmu dời đô từ Nagaoka đến Heian, mở đầu Thời kỳ Heian trong lịch sử Nhật Bản.

### Thế kỷ 10
- 935 – Phòng thánh sứ Lý Phảng của Mân đem quân tiến vào hậu cung, đâm trọng thương Hoàng đế Vương Diên Quân, cung nhân không muốn ông phải chịu khổ nên giết ông, tức ngày Canh Thìn (19) tháng 10 năm Ất Mùi.

### Thế kỷ 13
- 1292 theo lịch Julius – John Balliol được trở thành Quốc vương Scotland.

### Thế kỷ 16
- 1558 – Nữ vương Anh Mary I băng hà, và em cùng cha khác mẹ là công chúa Elizabeth nối ngôi.

### Thế kỷ 17
- 1603 – Người thám hiểm, nhà văn, và triều thần Anh Ngài Walter Raleigh ra tòa do tội phản quốc.

### Thế kỷ 18
- 1777 – Các điều khoản liên bang được gửi đến các tiểu bang để họ thông qua.
- 1796 – Chiến tranh Napoléon: trong Trận Arcole, quân đội Pháp thắng quân đội áo ở nước Ý.

### Thế kỷ 19
- 1800 – Quốc hội Hoa Kỳ họp lần đầu tiên trong Điện Capitol Hoa Kỳ tại Washington, DC.
- 1820 – Đại úy Nathaniel Palmer được thành người Mỹ tới châu Nam Cực (Bán đảo Palmer lấy tên theo ông).
- 1839 – Kịch opera đầu tiên của Giuseppe Verdi, Oberto, conte di San Bonifacio ("Oberto, bá tước San Bonifacio) trình diễn đầu tiên ở Milan.
- 1855 – Nhà thám hiểm David Livingstone trở thành người Âu Châu đầu tiên nhìn thấy Thác Victoria, một trong những thác nước lớn nhất thế giới.
- 1856 – Tây Mỹ cổ: đối diện với Sông Sonoita ở miền nam Arizona ngày nay, Quân đội Hoa Kỳ xây dựng Pháo đài Buchanan để nhìn theo đất mới mua thuộc về Đất mua Gadsden.
- 1858 – Ngày số không của Ngày Julian chỉnh sửa.
- 1863 – Nội chiến Hoa Kỳ: Bao vây Knoxville bắt đầu khi quân đội của các Tiểu bang Liên minh Hoa Kỳ dẫn bởi Tướng James Longstreet bao vây thành phố Knoxville, Tennessee.
- 1869 – Ở Ai Cập, kênh đào Suez, nối Địa Trung Hải với Vịnh đỏ, được khai mạc trong tổ chức trau chuốt.
- 1871 – Hội Súng trường Quốc gia được hiến chương theo luật tiểu bang New York.

### Thế kỷ 20
- 1903 – Đảng Lao động Dân chủ Xã hội Nga chia ra thành hai phần: đảng Bolshevik (theo tiếng Nga có nghĩa là "đa số") và đảng Menshevik ("thiểu số"). Sau đó đảng Menshevik trở thành đảng đa số, tức là theo đúng nghĩa thì đảng Menshevik trở thành bolshevik và đảng Bolshevik trở thành menshevik.
- 1950 – Đạt Lai Lạt Ma đời 14 là Tenzin Gyatso chính thức thân chính tại Tây Tạng ở tuổi 15, xử lý sự vụ chính trị và tôn giáo.
- 1956 – Nguyên mẫu máy bay tiêm kích siêu âm Mirage III, do hãng Dassault Aviation của Pháp thiết kế và chế tạo, tiến hành chuyên bay đầu tiên.
- 1970 – Nhà phát minh người Mỹ Douglas Engelbart nhận bằng sáng chế đối với chuột máy tính đầu tiên.
- 1989: Tại Tiệp Khắc, cuộc Cách mạng Nhung bắt đầu với một cuộc biểu tình sinh viên ở Prague chống lại các chính sách của Thủ tướng Ladislav Adamec.
- 2000 – Alberto Fujimori bị bãi chức tổng thống của Peru.
- 2012 – Ít nhất 50 trẻ em thiệt mạng trong Tai nạn tàu hỏa Manfalut tại Ai Cập.
- 2013 – 50 người thiệt mạng trong tai nạn của Chuyến bay 363 của Tatarstan Airlines tại sân bay Kazan, Nga.

## Sinh
- 9 – Vespasian, Hoàng đế La Mã (m. 79)
- 1686, Hoàng tử Dận Tường
- 1755 – Louis XVIII của Pháp (m. 1824)
- 1799 – Lê Thị Ái, phong hiệu Lục giai Tiệp dư, thứ phi của vua Minh Mạng nhà Nguyễn
- 1949 – Nguyễn Tấn Dũng, cựu thủ tướng Việt Nam
- 1978 – Rachel McAdams, nữ diễn viên Canada
- 1983 - 
  - Quý Bình, nam diễn viên Việt Nam (m. 2025)
  - Trung Hậu, nữ ca sĩ Việt Nam
- 1986 – Nani, cầu thủ bóng đá người Bồ Đào Nha.

## Mất
- 935 – Vương Diên Quân, hoàng đế của nước Mân, tức ngày Canh Thìn (19) tháng 10 năm Ất Mùi.
- 1849 – Nguyễn Phúc Miên Vũ, tước phong Lạc Hóa Quận công, hoàng tử con vua Minh Mạng nhà Nguyễn (s. 1822)
- 1917 – Auguste Rodin, họa sĩ người Pháp
- 2014 – Phan Trọng Chinh, Trung tướng Quân lực Việt Nam Cộng hòa (s. 1931)

## Những ngày lễ
- Ngày Sinh viên Quốc tế
- Ngày Thế giới vì Trẻ sinh non
- Ngày Đấu tranh vì tự do và dân chủ tại Séc và Slovakia, kỷ niệm Cách mạng Nhung.